# ليزلي سكوت
ليزلي سكوت (بالإنجليزية: Leslie Scott)‏ (1 يناير 1895 في المملكة المتحدة - 1 يناير 1973) هو لاعب كرة قدم بريطاني (وحمل سابقاً جنسية المملكة المتحدة لبريطانيا العظمى وأيرلندا) في مركز حراسة المرمى. لعب مع بريستون نورث إيند وستوك سيتي ونادي سندرلاند.